# Céteau
Dicologlossa cuneata
Pour les articles homonymes, voir Céteau (homonymie).
Espèce
Statut de conservation UICN

 LC  : Préoccupation mineure
Le céteau ou séteau ou parfois langue d'avocat, Dicologlossa cuneata (parfois Dicologoglossa cuneata par cacographie ou Solea cuneata), est un poisson plat de la famille des Soleidae. Il atteint une dimension maximale de 30 cm ; c'est un carnivore qui habite dans des fonds marins sablonneux et boueux, entre 10 et 450 m sous la surface de l'eau.

## Morphologie
Plusieurs caractères permettent de le distinguer des autres Soleidae, notamment des jeunes soles avec lesquelles il est parfois confondu.
Son corps est plus allongé que celui de la plupart des autres espèces de Soleidae, avec des écailles se détachant plus facilement que chez la sole commune. La face occulée est brun-chocolat et comporte des taches bleuâtres caractéristiques. Sur cette face, la nageoire pectorale présente une tache noire qui ne s'étire pas jusqu'à son extrémité, contrairement aux soles. Cette nageoire a une forme triangulaire très marquée, car ses deux premiers rayons sont plus longs que les autres. Le museau, anguleux, recouvre un peu la symphyse mandibulaire. Autre caractéristique, on compte 105 à 132 écailles tubulées sur la ligne latérale, contre 116 à 163 pour la sole. De plus, cette ligne présente une sinuosité très marquée vers la tête, dans sa partie supratemporale, alors qu'elle est simplement incurvée chez Solea solea.
D'autres aspects anatomiques différencient les deux espèces : position de l'œil migrateur, forme de l'urohyal, nombre de vertèbres. Dicologlossa cuneata a 43-45 vertèbres, contre 49-52 pour Solea solea.

## Pêche et gastronomie
La taille légale minimale pour la capture de ce poisson est de 15 cm. C'est dans les mois plus froids de l'année qu'on le pêche en abondance. Sa chair est blanche, fine et maigre et le consommateur n'a aucune difficulté à enlever les arêtes.
En France, le céteau est une spécialité des ports de pêche de la Cotinière, sur l'île d'Oléron, et de Royan, en Charente-Maritime.
Il est très consommé en Andalousie, où on le mange en général frit. Il provient alors de captures qui viennent surtout du sud de l'Atlantique car il préfère un climat subtropical, mais on le trouve aussi dans la Méditerranée. L'embouchure du Guadalquivir constitue un habitat important pour cette espèce ; le principal port espagnol où il arrive est Sanlúcar de Barrameda.